# Draps molls

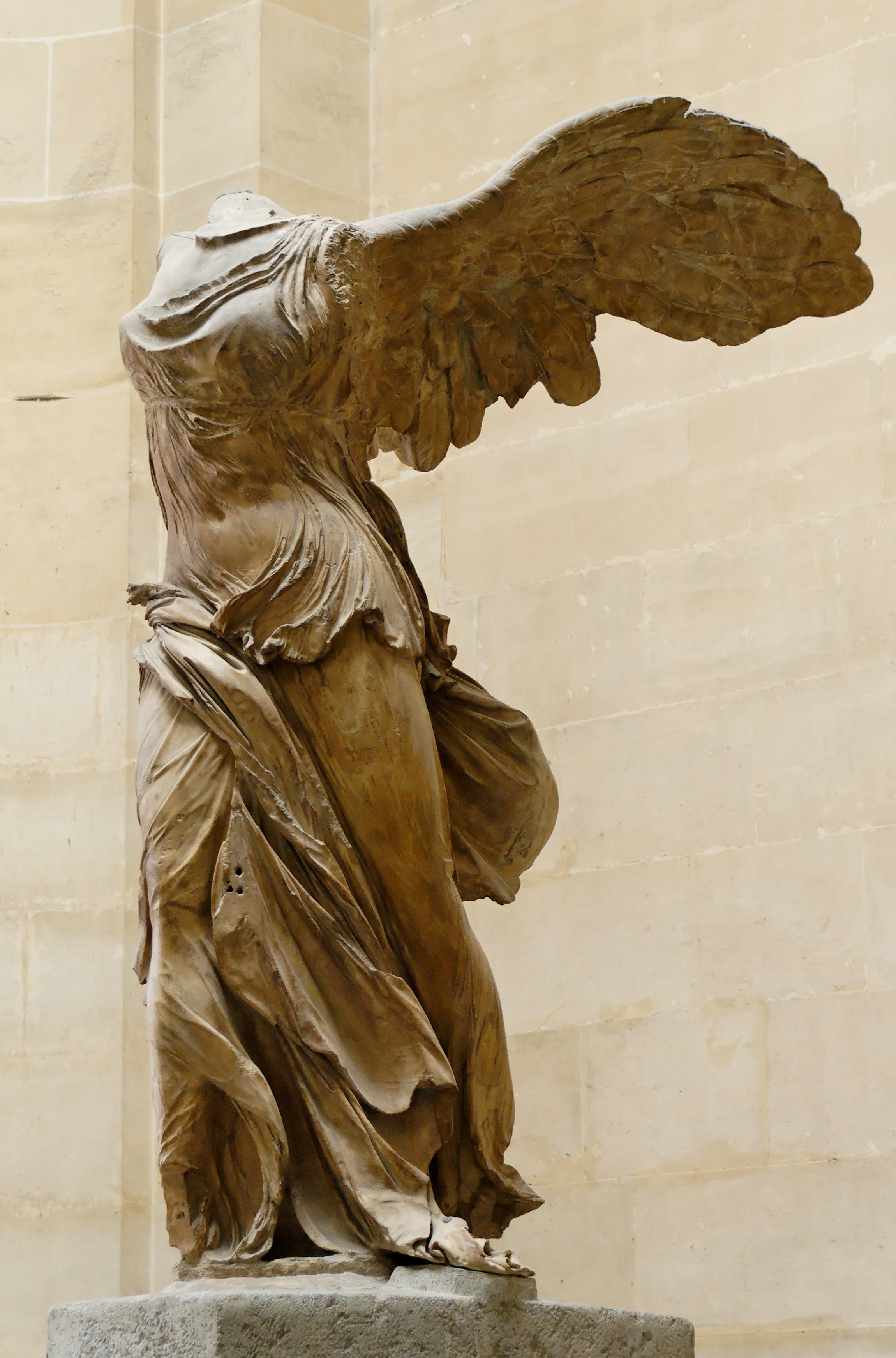
Un exemple d'ús de la tècnica dels draps molls, a la Victòria de Samotràcia

La tècnica dels draps molls, utilitzada en escultura, consisteix a representar el cos humà a través de transparències, com quan està cobert de roba (en general una sola capa i en principi bastant ampla, com, per exemple, una túnica) mullada, que s'enganxa al cos però de tant en tant produeix plecs decoratius.
Sembla que aquesta tècnica va crear-la Fídies, que ja la va usar al Partenó. Nascuda a l'antiga Grècia, la tècnica dels draps molls ha estat posteriorment imitada, tant en pintura com en escultura, per les diferents escoles classicistes al llarg del temps.